# Peregrinus
Peregrinus va ser un terme utilitzat a l'Imperi Romà, des del 30 aC fins al 212 per denotar una persona provincial lliure a l'imperi, però que no era un ciutadà romà. Els peregrini constituïen la gran majoria dels habitants de l'imperi als segles I i II. Els peregrini van ser en efecte ciutadans de segona classe fins a l'any 212, quan es va concedir la ciutadania romana a tots els habitants de l'imperi.
Durant la República Romana, el terme peregrinus designava qualsevol persona que no tingués ciutadania romana, total o parcial, sigui que aquesta persona estigués sota domini romà o no. Tècnicament, aquest va seguir sent el cas durant l'era colonial, però, a la pràctica, el terme es va limitar als súbdits de l'imperi, i els habitants de les regions fora dels límits de l'imperi anomenats barbari (bàrbars).

## Estadístiques
Als segles I i II, la gran majoria (80-90%) dels habitants de l'imperi eren peregrini. Per a l'any 49 aC, tots els italians eren ciutadans romans. Fora d'Itàlia, aquelles províncies amb la colonització romana més intensa en els prop de dos segles de domini probablement tinguessin una majoria de ciutadans romans quan s'acaba el regnat d'August: Gallia Narbonensis (sud de França), Hispania baetica (Andalusia) i Àfrica proconsularis (Tunísia). A les províncies frontereres, la proporció de ciutadans hauria estat bastant menor. Per exemple, un estimat dels ciutadans romans a Britànnia entorn de l'any 100 rondaria en els 50.000, menys del 3% de la població total de la província de prop d'1,7 milions. A l'imperi en conjunt, només hi havia uns sis milions de ciutadans romans l'any 47, en l'últim cens quinquennal romà. Aquesta xifra conformava només el 9% d'una població imperial total estimada en aproximadament 70 milions en aquesta època.

## Estatus social
En llatí peregrinus (d'on es deriva la paraula "pelegrí"; arrels: per + agere = viatjar lluny), significa «estranger», però, a inicis del principat, peregrini no significa estrangers en sentit literal, ja que eren nadius de províncies a l'interior de l'imperi: fins i tot en les seves pròpies províncies, eren els romans els que eren els estrangers. No obstant això, la posició legal i fiscal superior dels ciutadans romans va significar que els peregrini fossin reduïts a un estatus de segona classe als seus propis països.
Als peregrini només se'ls va concedir els drets bàsics del Ius gentium («dret de gents»), una mena de dret internacional derivat del dret comercial desenvolupat per les polis gregues, que va ser usat pels romans per regular les relacions entre ciutadans i no-ciutadans. Però el ius gentium no conferia molts dels drets i proteccions del ius civile («dret de ciutadans», el que vol dir dret romà).
A l'esfera del dret penal, no existia cap llei que impedís la tortura dels peregrini durant interrogatoris oficials. Així, aquests eren subjectes a una justícia sumària, incloent l'execució, a discreció del governador romà. Almenys en teoria, els ciutadans romans no podien ser torturats i podien insistir a ser jutjats per una audiència de la cort del governador. Això implicava que el governador actuava com a jutge, aconsellat per unconsiliumd'alts oficials, així com el dret del defensat a emprar conselleria legal. Els ciutadans romans també gaudien d'una salvaguarda important contra una possible negligència del governador: el dret a apel·lar una sentència penal, especialment si es tractava d'una pena de mort, directament a l'emperador.
Pel que fa al dret civil, els peregrini estaven subjectes a les lleis i tribunals de les seves civitas (una circumscripció administrativa, similar a un comtat, basat en els territoris tribals pre-romans). D'altra banda, els casos que involucraven ciutadans romans eren adjudicats a la cort del governador, segons la reglamentació elaborada del dret civil romà. Això va atorgar als ciutadans un avantatge substancial en les disputes amb els peregrini, especialment, sobre terres, ja que el dret romà sempre prevalia sobre les lleis locals si ambdues entraven en conflicte. A més, els veredictes del governador estaven sovint influenciats per l'estatus social de les parts (i, sovint, per suborn), més que per la jurisprudència.
En l'esfera fiscal, els peregrini estaven subjectes a impostos directes (tributum): estaven obligats a pagar un impost per capita anual (tributum capitis), una font important d'ingressos per l'Imperi. Els ciutadans romans estaven exempts de pagar aquest impost. Com s'esperaria en una economia agrària, l'ingrés més important de lluny era l'impost predial (tributum sol), que es pagava per la major part de les terres provincials. Novament, la terra a Itàlia estava exempta del pagament d'aquest impost, així com la terra propietat de colons romans (Coloniae) fora d'Itàlia.
A l'esfera militar, els peregrini van ser exclosos de prestar serveis en les legions i només podien enrolar a les menys prestigioses tropes auxiliars romanes. A l'esfera social, els peregrini no tenien el dret al connubium (el que vol dir que no podien casar-se legalment amb un ciutadà romà). Per això, qualsevol fill d'un matrimoni mixt era il·legítim i no podia heretar la ciutadania (o les propietats). A més, els peregrini no podien designar els seus hereus sota el dret romà, llevat que fossin auxiliars militars. Per tant, a la seva mort estaven legalment intestats, per la qual que els seus béns passaven a ser propietat de l'Estat.

## Autoritats locals
Cada província de l'imperi era dividida en tres tipus d'autoritats locals: Coloniae (colònies romanes, originalment fundades per veterans legionaris retirats), municipia (ciutats amb «drets llatins», una mena de pseudo-ciutadania) i Civitates peregrinae, les autoritats locals dels peregrini. Les Civitates peregrinae estaven basades als territoris de les ciutats estat preromans de la Mediterrània o tribus indígenes (al nord-oest d'Europa i les províncies del Danubi), menys les terres confiscades pels romans després de la conquesta de la província per proveir terres als veterans legionaris o convertir-se en estats imperials.
Si bé el governador provincial tenia un poder absolut per a intervenir en els assumptes civitas, en la pràctica les Civitates eren predominantment autònomes, en part pel fet que el governador operava amb una burocràcia mínima i simplement no tenia els recursos per a un maneig detallat de les Civitates. Les Civitates recollien i enviaven els seus tributum anuals (impostos per capita i predial) i van realitzar els serveis requerits, com ara mantenir les calçades romans que creuaven el seu territori. Per això, l'administració central provincial els va permetre ocupar-se dels seus assumptes.
Les Civitates peregrinae eren sovint governades pels descendents de les aristocràcies que les van dominar quan encara eren entitats independents en l'era pre-conquesta, encara que molts d'aquests podien haver sofert una gran disminució dels seus territoris durant el període d'invasió. Aquestes elits dominarien el consell civitas i les magistratures executives, que estarien basades en institucions tradicionals. Ells decidirien les disputes de conformitat amb el dret consuetudinari tribal. Si al poble principal d'una civitas se li atorgava l'estatus de municipium, als líders elegits de tal civitas i al seu consell sencer (que podia estar compost de fins a 100 homes) se li concedia automàticament la ciutadania.
Els romans comptaven amb les elits natives per mantenir els seus civitates en ordre i submises. Asseguraven la lleialtat d'aquestes elits concedint favors substancials: concessions de terres, ciutadania i fins i tot la inscripció a la classe alta a la societat romana, la  classe senatorial, per a aquells que complien amb el llindar mínim de propietats. Aquests privilegiats agreugen encara més la riquesa i el poder de les aristocràcies natives, a costa de les masses i dels seus conciutadans peregrini.

## Propietat de la terra
L'Imperi Romà va ser, aclaparadorament, una economia agrícola: més del 80% de la seva població vivia i treballava a la terra. Per tant, els drets sobre l'ús de la terra i el seu producte van ser el determinant més important de la riquesa. La conquesta romana i l'Estat probablement van portar a un gran decaïment econòmic del pagès peregrinus mitjà, a favor de l'Estat romà, els terratinents romans i les elits natives lleials a l'Imperi. L'Imperi Romà era una societat amb enormes disparitats en la riquesa, amb una classe senatorial posseïdora d'una proporció significativa de totes les terres a l'imperi en forma de grans latifundis, sovint a diverses províncies. Així, per exemple, Plini el Jove declarava a una de les cartes que durant el govern de Neró (54-68), tot just sis terratinents privats posseïen la meitat de tota l' Àfrica proconsularis (Tunísia). De fet, la classe senatorial, que era hereditària, va ser en si parcialment definida per la riquesa, ja que qualsevol persona aliena a aquesta classe que desitgés sumar-s'hi havia de complir amb tenir abundants títols de propietat.
De conformitat amb el dret romà, les terres que hagin pertangut a un poble vençut (dediticii) esdevenien ipso facto propietat de l'Estat romà. Una part d'aquestes terres seria assignada a colons romans. Algunes serien venudes als grans terratinents romans amb la finalitat de recaptar fons per al tresor imperial. Algunes es mantindrien com "terres propietat de l'Estat (ager publicus ) que en la pràctica eren gestionades béns imperials. La resta seria retornat a la civitas que les posseïen originalment, però no necessàriament retornar a la seva estructura de propietat prèvia. Gran part de les terres pot haver estat confiscada als membres de les elits natives que es van oposar als invasors romans i, com a contrapart, van ser concedides a qui els van donar suport. A aquests darrers se'ls hauria concedit així mateix terres que alguna vegada van ser comunals.
La proporció de la terra en cada província confiscada pels romans després de la conquesta és desconeguda, però hi ha alguns indicis. Egipte és, de lluny, la província millor documentada a causa de la supervivència de papirs a les condicions seques del desert. Allà, probablement, un terç de les terres van ser ager publicus. De la documentació disponible, es pot concloure que, entre béns imperials, terra assignada als coloniae i terra venuda a terratinents romans privats, els peregrini de província haurien perdut la propietat de més de la meitat de les seves terres com a resultat de la conquesta romana. Encara pitjor, els colons romans s'haurien servit habitualment mantenint les millors terres per a si mateixos.
Es coneix poc sobre el patró de tinença de terres abans de la conquesta romana, però no hi ha dubte que va canviar radicalment després de l'arribada dels romans. En particular, molts pagesos lliures que havien cultivat les mateixes parcel per generacions (és a dir, que eren propietaris en virtut del dret consuetudinari tribal), s'haurien vist reduïts a ser llogaters, obligats a pagar el lloguer als propietaris romans absents o als agents del procurator, l'oficial financer en cap de la província, si les seves terres eren per llavors propietat de l'Imperi. Fins i tot si el seu nou arrendador era un aristòcrata local, el pagès lliure pot haver trobat en una pitjor situació, sent obligat a pagar la renda d'una terra que podria haver conreat de manera gratuïta, o pagar taxes per pasturar els seus ramats a les pastures que havien estat anteriorment comunals.